# Nirma University
La Nirma University è un'università privata indiana, fondata nel 2003 ad Ahmedabad sotto l'egida di un'apposita fondazione e riconosciuta con atto legislativo dello Stato del Gujarat. È riconosciuta dall'organismo federale UGC , che - tramite il suo consiglio nazionale di accreditamento NAAC - ha attributo all'ateneo una valutazione di "A+".

## Struttura
L'università è articolata in otto istituti (architettura, commercio, design, giurisprudenza, management, farmacia, scienze e tecnologia), una scuola dottorale e cinque centri di ricerca e didattica.